# Löwenströmska lasarettet
Löwenströmska lasarettet è un'area urbana della Svezia situata nel comune di Upplands Väsby, contea di Stoccolma.
La popolazione risultante dal censimento 2010 era di 518 abitanti .